# Військово-морський музей (Варна)
Військово-морський музей у Варні — філія Національного військово-історичного музею. Є одним зі ста національних туристичних об'єктів Болгарської туристичної спілки.

## Історія
Історія музею почалася в 1883 році, коли офіцери Дунайської флотилії в Русе заходилися збирати предмети старовини. У серпні 1921 музейну колекцію було перевезено з Русе у Варну. Її перша публічна виставка відкрилася в 1923 році. З моменту свого створення 20 травня 1923 року він називається Морським музеєм. У нинішній будівлі розмістився з 1955 року, коли, власне, перейшов під керівництво Міністерства оборони Болгарії і був названий Військово-морським музеєм. Офіційне відкриття відбулося за розпорядженням міністра народної оборони НРБ 9 серпня 1956 р.
Експозиція музею включає майже 1000 експонатів, що становить лише один відсоток від уміщених у його фондах цінностей. Вона хронологічно простежує судноплавство уздовж берегів болгарських земель від прадавніх часів. Кам'яні якорі свідчать про судноплавство біля західного узбережжя Чорного моря під час походу аргонавтів і Троянської війни. Відтворений вантажний відсік стародавнього корабля з вантажем амфор доповнює наші уявлення про далекі часи веслувального судноплавства. Пропонована реконструкція гарматної палуби військового вітрильника XVIII століття поряд із зображеннями, фотопанелями і звуковими ефектами морської битви допомагає повніше сприйняти корабель як бойовий засіб. Але у створенні ефекту справжності незамінними є оригінальні предмети — знахідки з морського дна, жерла корабельних гармат, лебідка від вітрильника, суднове обладнання, зброя. У музеї можна і «зануритися» під морську гладінь завдяки реконструкції морського дна.
Експонати, яких немає в інших болгарських музеях, це носові фігури суден. Вони втілюють гідність корабля і приносять удачу його команді. У музеї зберігається і частина оснащення першого судна, яке Болгарія купила після визволення від турецького ярма, — яхти «Олександр I».
Крім морських гармат і старого маяка Варненського порту, у дворі Військово-морського музею зберігається яхта «Кор Каролі», на якій капітан Георгі Георгієв здійснив першу болгарську морську одиночну навколосвітню подорож. За моделями суден також можна простежити болгарську морську і військово-морську історію. У відкритій експозиції Військово-морського музею можна побачити колекції морських мін, якорів, корабельних і берегових гармат, вертольоти Мі-4, Ка-25 та міноносець 123 К.
Найпривабливішим експонатом Морського музею є музей-корабель «Дръзки» (Безстрашний). Побудований на початку ХХ століття, нині це єдиний у світі уцілілий міноносець.